# Campo del Cielo
Campo del Cielo je oblast v Argentině, kde došlo k významnému impaktu astronomického tělesa. Nachází se na hranici provincií Chaco a Santiago del Estero 1000 km severozápadně od Buenos Aires. Na ploše okolo 20 000 km² ve tvaru elipsy se nachází 26 kráterů, z nichž největší měří 115×91 metrů a je hluboký přes dva metry.
Podle radiokarbonové metody datování zde došlo ve 3. tisíciletí př. n. l. k dopadu planetky z Apollonovy skupiny, která se v atmosféře rozpadla a jako déšť sideritů přistála na zemském povrchu. Hmotnost tělesa byla odhadnuta na více než 800 tun a jeho průměr na minimálně 4 metry. Meteority jsou složeny z 92,9 % železa, 6,7 % niklu, 0,4 % kobaltu a 0,3 % fosforu. Celkově bylo na Campo del Cielo posbíráno okolo sto tun meteoritického materiálu, přičemž v roce 1969 byl z pětimetrové hloubky vyzvednut meteorit El Chaco vážící 28,8 tun a v roce 2016 byl nalezen ještě větší, nazvaný Gancedo, s 30,8 tunami.
Oblast prozkoumali španělští conquistadoři roku 1576, když hledali zdroj železa, z něhož domorodci vyráběli zbraně. Byla zaznamenána legenda kmene Qomů, podle níž zde došlo k setkání země a oblohy, proto místo považovali indiáni za posvátné. Domorodý název Pingüen Nunralta (Nebeské pole) byl převeden do španělštiny jako Campo del Cielo. V roce 1933 byly nálezy železa na tomto místě vědecky vysvětleny dopadem meteoritu. 
Problémem lokality jsou devastující nájezdy ilegálních hledačů meteoritických úlomků, které prodávají sběratelům.